# 1971 BD3
1971 BD3 är en asteroid i huvudbältet som upptäcktes den 27 januari 1971 av den chilenske astronomen Carlos R. Torres och den franske astronomen Jean-Marc Petit vid Cerro El Roble Station.
Asteroiden har en diameter på ungefär 6 kilometer.